# 루루티아
루루티아(ルルティア, RURUTIA)는 여성 J-pop 가수겸 작곡가이다. 2010년 기준으로 〈CRAFTSMAN MUSIC〉소속이며 합계 9장의 앨범과 10장의 싱글을 발표하였다. 대단히 개인주의적인 가수이다. 그녀 삶의 대부분의 정보가 베일에 가려져 있으며, 이것이 그녀의 속삭이는 듯한 창법과 목소리에 더해져, 주변에 독특하고 신비로운 분위기를 만들어내고 있다.

## 인물
데뷰이래로 본명, 생년월일, 출신지 등 모든 프로필은 비공개로 되어 있다. 토시바 EMI 소속시절에는 매스 미디어에 스스로 등장하는 것은 거의 전무했지만, 인디즈 독립 후에는 자신의 공식 사이트에서 하는 인터넷 라디오 〈RURUTIA Planet〉방송이나 사진을 첨부한 인터뷰의 게재 또는 외부 음악 잡지에서 인터뷰를 한다든가 하는 등 서서히 본모습을 엿볼 수 있게 되었다.
〈RURUTIA Planet〉에 의하면, 이름인 루루티아는 자신의 세례명에 유래한다고 한다. 덧붙여 토시바 EMI 재적시의 프로필에는 "타히티(Tahiti)어로 「은혜의 비」라는 의미"라고 적혀 있었지만, 실제는 「비가 내린다」라는 의미의 단어는 있어도 (타히티 지방에서는 강수량이 적기 때문에, 비가 내리는 것은 곧 은혜라는 인식이 퍼져 있다), 루루티아라는 말은 존재하지 않는다.

## 음악성
음악을 시작한 것은 어릴 적 클래식 피아노를 배웠던 것이 계기가 되었으며. 모든 악곡에 대해 그녀 자신이 직접 연주하고 있다. 작곡을 시작한 직접적 계기가 된 것은 학생시절 친구의 자살에 큰 충격을 받았기 때문이라고 〈RURUTIA Planet〉에서 밝히고 있다. 기독교도인 그녀는 그레고리안 성가로부터도 영향을 받았다고 한다.
작사 작곡 외에도, 신시사이저나 뮤직 시퀸서등을 사용해 편곡이나 프로그래밍등도 다루고 있어 크리에이터적인 요소를 두루 겸비하고 있다. DTM나 打ち込み（(일본어)うちこみ)에 관한 지식을 얻은 것은 데뷔 이전으로, DAW는 Logic를, Software synthesizer는 SampleTank2, Atomosphere, Trilogi, Stylus등을, 각각 사용하고 있다. 이 능력을 살려 라디오 드라마나 영화에서, 자신의 악곡을 모티브로 극중의 음악을 담당했다.
속삭이는 듯한 독특한 가창법을 구사한다. 악곡은 팬 뿐만 아니라 수많은 영상 작가나 영화 감독에게도 큰 영향을 주고 있어 지금까지 자신의 곡을 모티브로 라디오 드라마나 영상 작품등이 많이 만들어져 있다.

## 작품

#### 싱글
- Itoshiko yo 《愛し子よ》 (2001)
- Lost Butterfly 《ロスト バタフライ》 (2001)
- Yuruginai Utsukushii Mono 《ゆるぎない美しいもの》 (2002)
- Suzaku no Sora 《朱雀の空》 (2002)
- Shine 《シャイン》 (2003)
- Träumerei 《トロイメライ》 (2003)
- Primary 《プライマリー》 (2005)
- Spinel 《スピネル》 (2005)
- Hohoemi no MARIA 《微笑みのマリア》 (2006)
- Reirei Tenohira 《玲々テノヒラ》 (2006)

#### 앨범
- 《R°》 (2002)

```
- 01 エレメンツ (Elements)
- 02 知恵の実 (지혜의 열매)
- 03 愛し子よ (사랑하는 아이여)
- 04 ロスト バタフライ (Lost Butterfly)
- 05 赤いろうそく (붉은 촛대)
- 06 雨の果て (비의 끝)
- 07 僕の宇宙 君の海 (나의 우주 당신의 바다)
- 08 僕らの箱庭 (우리들의 장난감 정원)
- 09 銀の炎 (Silver Flame)
- 10 ハートダンス (Heart Dance)
```

- 《Water Forest》 (2003)

```
- 01 パヴァーヌ (Pavane)
- 02 朱雀の空 (주작의 하늘)
- 03 オール (Oar)
- 04 星のたましい (별들의 영혼)
- 05 サンクチュアリ (Sanctuary)
- 06 ゆるぎない美しいもの (Unwavering Beautiful Thing)
- 07 幻惑の風 (A Bewitching Wind)
- 08 シャイン (Shine)
- 09 満ちる森 (Thick Forest)
- 10 思季 (Season of Thought)
```

- 《Promised Land / プロミスト・ランド》 (2004)

```
- 01 ハレルヤ (Hallelujah)
- 02 neo
- 03 アラベスク (Arabesque)
- 04 シンシア (Cynthia)
- 05 トロイメライ (Träumerei)
- 06 ジゼル (Giselle)
- 07 流れ星 (Nagareboshi/Shooting Star)
- 08 メリー (Merry)
- 09 GOLA
- 10 月千一夜 (월천일야)
- 11   maururu roa  ('thank you very much'를 뜻하는 타히티어 )
```

- 《Meme / ミーム》 (2005)

```
- 01 Dancing Meme
- 02 tone
- 03 リラが散っても (Even if the Lilacs Die)
- 04 プライマリー(Primary), （앨범버전）
- 05 シグナル (Signal)
- 06 スカーレット (Scarlet)
- 07 セレナイト (Selenite)
- 08 ヒースの楽園 (Paradise in the Heath)
- 09 青い薔薇 (Blue Rose)
- 10 蝶ノ森 (Butterfly Forest)
- 11 コバルトの星 (Cobalt Stars)
- 12 Sleeping Meme
```

- 《楳図かずお恐怖劇場/카즈오 우메즈 공포극장》 (2005)

```
- 01 蝶ノ森（オープニングテーマ-cinema track-)
- 02 ハレルヤ (Hallelujah)
- 03 トロイメライ (Träumerei)
- 04 蝶ノ森 (Chō no Mori)
- 05 知恵の実 (Chie no Mi)
- 06 パヴァーヌ (Pavane)
- 07 エレメンツ (Elements)
- 08 満ちる森 (충만한 숲)
- 09 僕の宇宙　君の海
- 10 僕らの箱庭
- 11 neo
- 12 コバルトの星
- 13 エレメンツ
- 14 サンクチュアリ
- 15 コバルトの星（エンディングテーマ－cinema track-)
```

- 《Chorion》 (2006)

```
- 01 ABINTRA
- 02 玲々テノヒラ (Reirei Tenohira/Midas Touch)
- 03 星に花、灰色の雨 (Album ver) (A Flower for a Star, and the Grey Rain)
- 04 水景色　星模様 (Water Scenery, Star Patterns)
- 05 願いの届く日 (The Day Our Wishes Come True)
- 06 スピネル (Spinel)
- 07 Time Traveler
- 08 パレード (Parade)
- 09 微笑みのマリア (Smiling Virgin Mary)
- 10 マグノリアの情景 (View Of Magnolias)
- 11 ABINTRA (Inst)
- 12 水景色　星模様(Inst) (Mizugeshiki  Hoshimoyō)
- 13 願いの届く日 (Inst) (Negai No Todoku Hi)
- 14 スピネル (Inst) (Spinel)
- 15 微笑みのマリア (Inst) (Hohoemi No Maria)
```

- 《Opus》 (2007)

```
- 01 Opus
- 02 流光 (lowing Light)
- 03 水景色　星模様 (Ballad Ver)
- 04 愛し子よ(Ballad Ver)
- 05 アラベスク(Ballad Ver)
- 06 星と羽  (Stars and Feathers)
- 07 Opus (Music Box) Bonus Track
- 08 流光 (Music Box) Bonus Track
```

- 《氷鎖》 (Frozen Chain) (2008)

```
- 01 氷鎖 (Frozen Chain)
- 02 無憂歌 (Sleepwalking Song)
- 03 Opus (Ballad Ver)
- 04 銀の炎 (Balad Ver) (Silver Flame)
- 05 星のたましい (Ballad Ver) (Soul of the Stars)
- 06 玲々テノヒラ (Ballad Ver) (Midas Touch)
- 07 氷鎖 (Music Box Ver) Bonus Track
- 08 無憂歌 (Music Box  Ver) Bonus Track
```

- 《Seirios》 (2009)

```
- 01 Seirios
- 02 サイレントプレイヤー
- 03 Opus
- 04 オーロラ飛行
- 05 流光
- 06 無憂歌
- 07 LAST DAY
- 08 氷鎖
- 09 夢蛍
- 10 VOID
- 11 星と羽
```

《Behind the blue》 (2010)
```
- 01 Behind the blue
- 02 Rainbow
- 03 花綴り（silky jazzver）
- 04 夢 蛍（candle night remix）
- 05 Rainbow（alegria dance remix）
- 06 Behind the blue（midnight story remix）
- 07 LAST DAY（autumn moon remix）
- 08 Behind the blue（inst）
- 09 Rainbow（inst)
```

《RESONANCE》 (2011)
```
- 01 RESONANCE
- 02 Invitation
- 03 深藍
- 04 RESONANCE(Acoustic ver)
- 05 Invitation(Acoustic ver)
- 06 深藍(Ballad ver)
- 07 RESONANCE(Instrumental)
- 08 Invitation(Instrumental)
- 09 深藍(Instrumental)
```

## 같이 보기
- J-pop